# بيل هاردمان
بيل هاردمان (بالإنجليزية: Bill Hardman)‏ هو لاعب دوري الرغبي أسترالي، ولد في 1900 في لانكشر في المملكة المتحدة، وتوفي في 14 أبريل 1987 في Mosman, New South Wales ‏ في أستراليا.